# Lean Back
Lean Back è un brano musicale del 2004 dei Terror Squad, pubblicato come singolo estratto dall'album True Story. Il brano è interpretato da Fat Joe (prima e terza strofa) e Remy Martin (seconda strofa) ed è prodotto da Scott Storch. Il singolo ha raggiunto la vetta della classifica Billboard Hot 100 il 21 agosto e vi è rimasto per tre settimane.
Il brano è presente nella colonna sonora del videogioco Need for Speed: Underground 2 ed è stato utilizzato in alcune pubblicità del canale American Forces Network (AFN) per l'NBA. Nel 2008 VH1 ha classificato il brano alla cinquantacinquesima posizione delle più grandi canzoni Hip Hop.
Fat Joe ha interpretato parte della canzone insieme a Jennifer Lopez in due concerti a New York in occasione del tour della cantante Juntos en Concierto.

## Tracce
CD-Single Universal 0602498636091
1. Lean Back (clean) - 4:11
2. Lean Back (explicit) - 4:07
3. Yeah Yeah Yeah - 3:07
4. Lean Back (Video)

## Classifiche
| Classifica (2004)                               | Posizione più alta |
| ----------------------------------------------- | ------------------ |
| Australia                                       | 44                 |
| Belgio                                          | 40                 |
| Danimarca                                       | 5                  |
| Paesi Bassi                                     | 14                 |
| Nuova Zelanda                                   | 11                 |
| U.S. Billboard Hot 100                          | 1                  |
| U.S. Billboard Hot R&B/Hip-Hop Singles & Tracks | 1                  |
| U.S. Billboard Hot Rap Tracks                   | 1                  |